# Nicolas Letourneux
Pour les articles homonymes, voir Letourneux.
Nicolas Letourneux, né le 30 avril 1640 à Rouen, et mort le 9 ou 28 novembre 1686 à Paris, est un prêtre français, prieur de Villers-sur-Fère.

## Biographie
Né de parents pauvres, il dut son éducation au père de Pierre Thomas du Fossé, Gentien Thomas Dufossé, maître des comptes à Rouen, qui l'envoya étudier à Paris au collège des jésuites. Après avoir achevé sa philosophie au collège des Grassins, il retourna à Rouen, où il fut ordonné prêtre à vingt-deux ans, puis employé dans le ministère de la prédication, dont il s'acquitta avec succès, On lui procura deux petits bénéfices, et il obtint une pension du roi. Au bout de quelques années il quitta la place de vicaire qu'il occupait dans une paroisse de Rouen, et vint vivre à Paris dans la retraite. En 1681, il devint le confesseur officiel de Port-Royal, où il avait d'étroites liaisons. Son dessein était de se condamner pour toujours au silence ; mais Lemaistre de Sacy l'engagea à reparaître dans la chaire. Letourneux prêcha donc dans plusieurs églises, où il fut très suivi. Le goût de la retraite le conduisit dans le Maine, et enfin à son prieuré de Villers, dans le diocèse de Soissons, où il passa ses dernières années.

## Décès et testament
De passage à Paris, il mourut d'une crise d'apoplexie, le IV des calendes de décembre 1686, à 46 ans. Il fut enterré dans l'église Saint-Landry (aujourd'hui disparue) sous l'aigle du chœur, et son cœur à Port-Royal des Champs dans la chapelle des Reliques. Par son testament il légua la somme de deux mille livres au monastère de Port-Royal.

## Publications
- Catéchisme de la pénitence, 1676, in-12 ;
- Principes et règles de la vie chrétienne, 1688, in-12 ;
- Explication littéraire et morale de l'épître de saint Paul aux Romains, 1695, in-12 ;
- Vie de Jésus-Christ ;
- Meilleure Manière d'entendre la messe, et une Traduction du bréviaireCette traduction fut censurée par une sentence de l'official de Paris, du 10 avril 1688, et Arnauld en prit la défense. Mais le principal ouvrage de Letourneux est son Année chrétienne, qu'il faisait imprimer lorsqu'il mourut, et dont les derniers volumes sont dus au Flamand Ernest Ruth d’Ans. Ce livre a été condamné à Rome, sous Innocent XII, le 17 septembre 1691, et par plusieurs évêques français, et les amis de l'auteur conviennent que sa doctrine est la même que celle de Pasquier Quesnel. On a de Letourneux une lettre pour sa justification, datée du 19 mai 1686. Il y disait qu'il n'était pas retourné à Port-Royal depuis sa sortie de cette maison, et qu'il ne s'était point servi, dans son Année chrétienne, de la version du Missel de Voisin, ni de celle du Nouveau Testament de Mons. Toutefois son ouvrage renferme beaucoup de choses inexactes, et c'est pour le faire oublier que Griffet a composé son Année du chrétien.

## Sources
- Éric Suire, Nicolas Le Tourneux (1640-1686) : dans l'ombre de Port Royal, Paris, Éditions Honoré Champion, 2022, 350 p. (ISBN 9782745357588)
- « Nicolas Letourneux », dans Louis-Gabriel Michaud, Biographie universelle ancienne et moderne : histoire par ordre alphabétique de la vie publique et privée de tous les hommes avec la collaboration de plus de 300 savants et littérateurs français ou étrangers, 2e édition, 1843-1865 [détail de l’édition]